# Byrum

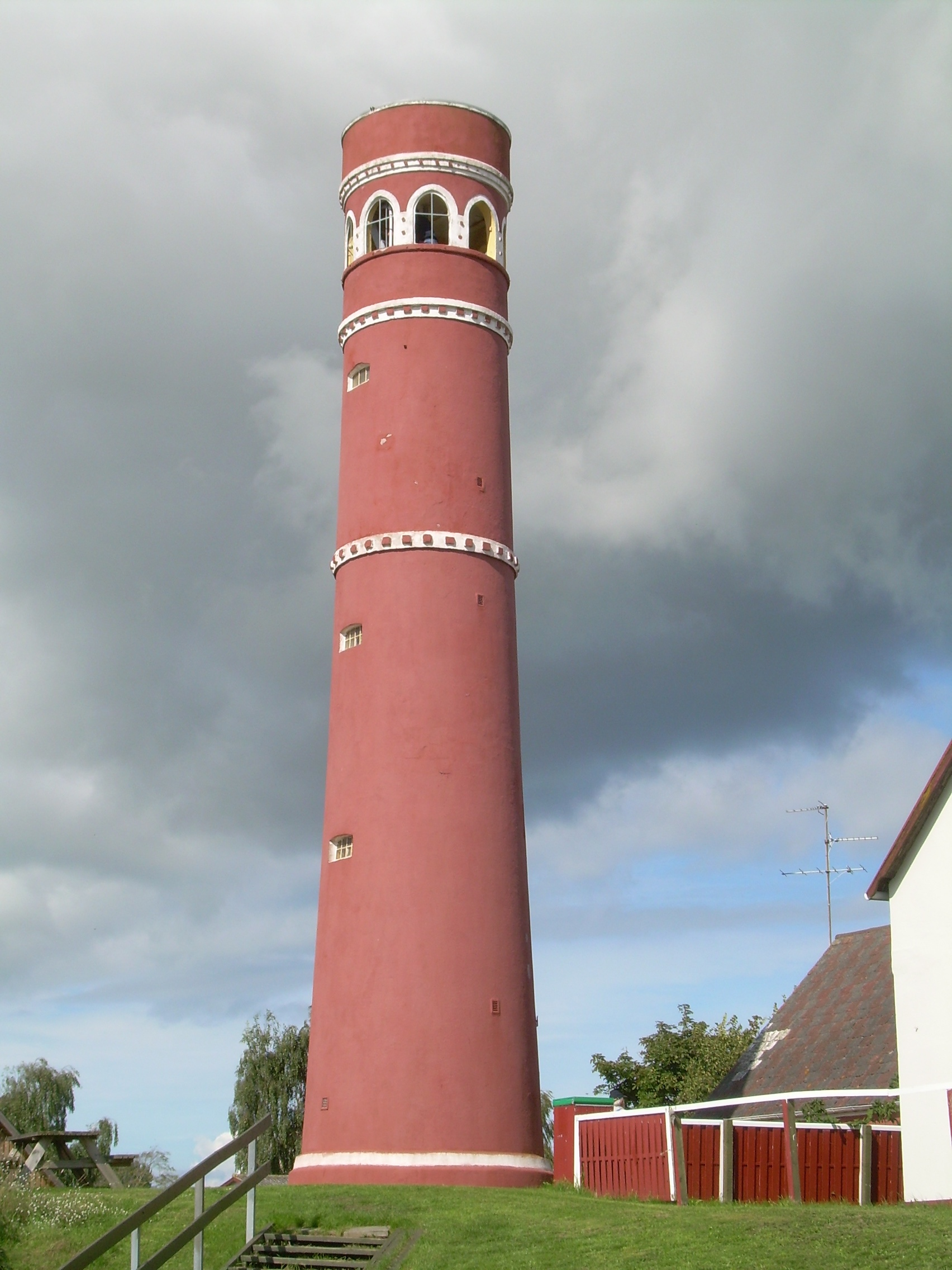
Læsøtårnet.

Byrum är en tätort på Læsø i Region Nordjylland i Danmark. Tätorten har 440 invånare (2024). Byrum är centralort i Læsø kommun och är den största orten på ön.
I Byrum finns bibliotek och skola, samt det 17 meter höga utsiktstornet Læsøtårnet, som uppfördes av Thorvald Hansen 1927 och varifrån man har utsikt över nästan hela Læsø. Byrums kyrka uppfördes som kapell år 1269, och är öns största kyrka. Kyrkans altartavla är från 1450.